# ديف براون (مدرب كرة سلة)
ديف براون (بالإنجليزية: Dave Brown)‏ هو مدرب كرة سلة أمريكي، ولد في 22 فبراير 1933 في غرين باي في الولايات المتحدة، وتوفي في 15 يونيو 2009.

## روابط خارجية
- ديف براون على موقع سبورتس رفرنس (الإنجليزية)